# 24 Heures du Mans 1994
Navigation
Édition précédente Édition suivante
Les 24 Heures du Mans 1994 sont la 62e édition de l'épreuve et se déroulent les 18 et 19 juin 1994 sur le circuit de la Sarthe.

## Nombre de pilotes qualifiés pour la course
143 pilotes sont au départ de ces soixante-deuxièmes 24 Heures du Mans et comme lors de la précédente édition, les pilotes Tomiko Yoshikawa et Lilian Bryner seront les deux femmes du plateau.
| 56 Français  | 16 Britanniques | 11 Japonais | 10 Allemands   | 9 Italiens    |
| 8 Américains | 7 Espagnols     | 7 Suisses   | 4 Belges       | 3 Néerlandais |
| 2 Danois     | 2 Néo-Zélandais | 2 Suédois   | 1 Argentin     | 1 Autrichien  |
| 1 Brésilien  | 1 Canadien      | 1 Slovaque  | 1 Sud-Africain |               |

## Déroulement de la course

### Classements intermédiaires
| Pos. | Après la 1re heure | Après la 1re heure                                                                           | Après 6 heures | Après 6 heures                                                                         | Après 12 heures | Après 12 heures                                                                        | Après 18 heures | Après 18 heures                                                                      |
| Pos. | n°                 | Voiture / Pilotes                                                                            | n°             | Voiture / Pilotes                                                                      | n°              | Voiture / Pilotes                                                                      | n°              | Voiture / Pilotes                                                                    |
| ---- | ------------------ | -------------------------------------------------------------------------------------------- | -------------- | -------------------------------------------------------------------------------------- | --------------- | -------------------------------------------------------------------------------------- | --------------- | ------------------------------------------------------------------------------------ |
| 1    | 35                 | Le Mans Porsche Team / Joest Racing Dauer-Porsche 962 GT LM (GT1) Stuck - Sullivan - Boutsen | 4              | Nisso Trust Racing Team Toyota 94C-V (LMP1) Andskär - Fouché - Wollek                  | 4               | Nisso Trust Racing Team Toyota 94C-V (LMP1) Andskär - Fouché - Wollek                  | 1               | SARD Company Ltd. Toyota 94C-V (LMP1) Irvine - Martini - Krosnoff                    |
| 2    | 1                  | SARD Company Ltd. Toyota 94C-V (LMP1) Irvine - Martini - Krosnoff                            | 1              | SARD Company Ltd. Toyota 94C-V (LMP1) Irvine - Martini - Krosnoff                      | 1               | SARD Company Ltd. Toyota 94C-V (LMP1) Irvine - Martini - Krosnoff                      | 36              | Le Mans Porsche Team / Joest Racing Dauer 962 Le Mans (GT1) Dalmas - Haywood - Baldi |
| 3    | 4                  | Nisso Trust Racing Team Toyota 94C-V (LMP1) Andskär - Fouché - Wollek                        | 2              | Courage Compétition Courage C32LM (LMP1) Pescarolo - Ferté - Lagorce                   | 35              | Le Mans Porsche Team / Joest Racing Dauer 962 Le Mans (GT1) Stuck - Sullivan - Boutsen | 35              | Le Mans Porsche Team / Joest Racing Dauer 962 LM (GT1) Stuck - Sullivan - Boutsen    |
| 4    | 2                  | Courage Compétition Courage C32LM (LMP1) Pescarolo - Ferté - Lagorce                         | 35             | Le Mans Porsche Team / Joest Racing Dauer 962 Le Mans (GT1) Stuck - Sullivan - Boutsen | 36              | Le Mans Porsche Team / Joest Racing Dauer 962 Le Mans (GT1) Dalmas - Haywood - Baldi   | 75              | Clayton Cunningham Racing Nissan 300ZX Turbo (IMSA) Millen - O'Connell - Morton      |
| 5    | 36                 | Le Mans Porsche Team / Joest Racing Dauer-Porsche 962 GT LM (GT1) Dalmas - Haywood - Baldi   | 3              | Courage Compétition Courage C32LM (LMP1) Robert - Fabre - Raphanel                     | 75              | Clayton Cunningham Racing Nissan 300ZX Turbo (IMSA) Millen - O'Connell - Morton        | 4               | Nisso Trust Racing Team Toyota 94C-V (LMP1) Andskär - Fouché - Wollek                |

### Classement final de la course

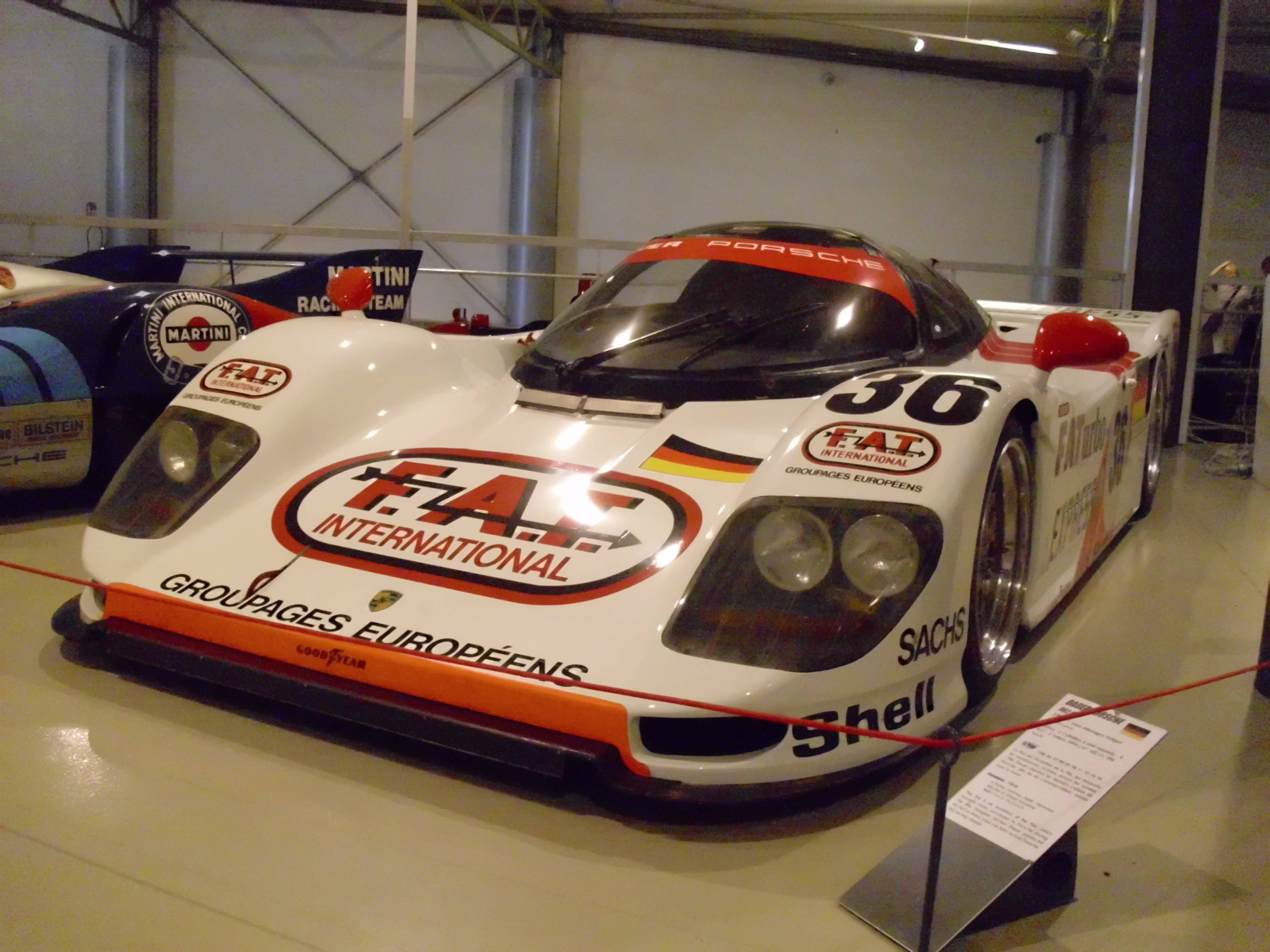
La Dauer 962 Le Mans victorieuse de l'édition 1994.

Voici le classement officiel au terme des 24 heures de course.
- Les vainqueurs de chaque catégorie sont signalés par un fond jauni.
- Pour la colonne Pneus, il faut passer le curseur au-dessus du modèle pour connaître le manufacturier de pneumatiques.

| Pos.  | Catégorie | N° | Écurie                                         | Pilotes                                                         | Châssis                            | Pneus | Tours |
| Pos.  | Catégorie | N° | Écurie                                         | Pilotes                                                         | Moteur                             | Pneus | Tours |
| ----- | --------- | -- | ---------------------------------------------- | --------------------------------------------------------------- | ---------------------------------- | ----- | ----- |
| 1     | GT1       | 36 | Le Mans Porsche Team Joest Racing              | Yannick Dalmas Hurley Haywood Mauro Baldi                       | Dauer-Porsche 962 GT LM            | G     | 344   |
| 1     | GT1       | 36 | Le Mans Porsche Team Joest Racing              | Yannick Dalmas Hurley Haywood Mauro Baldi                       | Porsche Type-935 3.0L Turbo Flat-6 | G     | 344   |
| 2     | LMP1 /C90 | 1  | SARD Company Ltd.                              | Eddie Irvine Mauro Martini Jeff Krosnoff                        | Toyota 94C-V                       | D     | 343   |
| 2     | LMP1 /C90 | 1  | SARD Company Ltd.                              | Eddie Irvine Mauro Martini Jeff Krosnoff                        | Toyota R36V 3.6L Turbo V8          | D     | 343   |
| 3     | GT1       | 35 | Le Mans Porsche Team Joest Racing              | Hans-Joachim Stuck Danny Sullivan Thierry Boutsen               | Dauer-Porsche 962 GT LM            | G     | 343   |
| 3     | GT1       | 35 | Le Mans Porsche Team Joest Racing              | Hans-Joachim Stuck Danny Sullivan Thierry Boutsen               | Porsche Type-935 3.0L Turbo Flat-6 | G     | 343   |
| 4     | LMP1 /C90 | 4  | Nisso Trust Racing Team                        | Steven Andskär George Fouché Bob Wollek                         | Toyota 94C-V                       | D     | 328   |
| 4     | LMP1 /C90 | 4  | Nisso Trust Racing Team                        | Steven Andskär George Fouché Bob Wollek                         | Toyota R36V 3.6L Turbo V8          | D     | 328   |
| 5     | IMSA GTS  | 75 | Clayton Cunningham Racing                      | Steve Millen (en) Johnny O'Connell John Morton                  | Nissan 300ZX Turbo                 | Y     | 317   |
| 5     | IMSA GTS  | 75 | Clayton Cunningham Racing                      | Steve Millen (en) Johnny O'Connell John Morton                  | Nissan VRH35 3.0L Turbo V6         | Y     | 317   |
| 6     | LMP1 /C90 | 5  | Gulf Oil Racing                                | Derek Bell Robin Donovan Jürgen Lässig                          | Kremer K8 Spyder                   | D     | 316   |
| 6     | LMP1 /C90 | 5  | Gulf Oil Racing                                | Derek Bell Robin Donovan Jürgen Lässig                          | Porsche Type-935 3.0L Turbo Flat-6 | D     | 316   |
| 7     | LMP1 /C90 | 9  | Courage Compétition                            | Jean-Louis Ricci Andy Evans Philippe Olczyk                     | Courage C32LM                      | M     | 310   |
| 7     | LMP1 /C90 | 9  | Courage Compétition                            | Jean-Louis Ricci Andy Evans Philippe Olczyk                     | Porsche Type-935 3.0L Turbo Flat-6 | M     | 310   |
| 8     | GT2       | 52 | Larbre Compétition                             | Jesús Pareja Dominique Dupuy Carlos Palau                       | Porsche 911 Carrera RSR            | M     | 307   |
| 8     | GT2       | 52 | Larbre Compétition                             | Jesús Pareja Dominique Dupuy Carlos Palau                       | Porsche 3.8L Flat-6                | M     | 307   |
| 9     | GT2       | 54 | Écurie Biennoise                               | Enzo Calderari Lilian Bryner Renato Mastropietro (en)           | Porsche 911 Carrera RSR            | P     | 299   |
| 9     | GT2       | 54 | Écurie Biennoise                               | Enzo Calderari Lilian Bryner Renato Mastropietro (en)           | Porsche 3.8L Flat-6                | P     | 299   |
| 10    | GT2       | 59 | Konrad Motorsport                              | Cor Euser Patrick Huisman Matiaz Tomlje                         | Porsche 911 Carrera RSR            | P     | 295   |
| 10    | GT2       | 59 | Konrad Motorsport                              | Cor Euser Patrick Huisman Matiaz Tomlje                         | Porsche 3.8L Flat-6                | P     | 295   |
| 11    | GT2       | 57 | Repsol Ferrari España                          | Prince Alfonso de Orleans Bourbon Tomas Saldaña Andres Vilariño | Ferrari 348 GTC-LM                 | P     | 276   |
| 11    | GT2       | 57 | Repsol Ferrari España                          | Prince Alfonso de Orleans Bourbon Tomas Saldaña Andres Vilariño | Ferrari 3.4L V8                    | P     | 276   |
| 12    | GT1       | 40 | Rent-A-Car Racing Team Luigi Racing            | René Arnoux Justin Bell Bertrand Balas                          | Dodge Viper RT/10                  | M     | 273   |
| 12    | GT1       | 40 | Rent-A-Car Racing Team Luigi Racing            | René Arnoux Justin Bell Bertrand Balas                          | Dodge 8.0L V10                     | M     | 273   |
| 13    | GT2       | 60 | Legeay Sports Mécanique                        | Benjamin Roy Luc Galmard Jean-Claude Police                     | Alpine A610 Turbo                  | M     | 272   |
| 13    | GT2       | 60 | Legeay Sports Mécanique                        | Benjamin Roy Luc Galmard Jean-Claude Police                     | Renault PRV 3.0L Turbo V6          | M     | 272   |
| 14    | GT2       | 48 | Kremer Honda Racing                            | Armin Hahne Christophe Bouchut Bertrand Gachot                  | Honda NSX                          | D     | 257   |
| 14    | GT2       | 48 | Kremer Honda Racing                            | Armin Hahne Christophe Bouchut Bertrand Gachot                  | Honda 3.0L V6                      | D     | 257   |
| 15    | IMSA GTS  | 74 | Team Artnature                                 | Yojiro Terada Franck Fréon Pierre de Thoisy                     | Mazda RX-7 GTO                     | D     | 250   |
| 15    | IMSA GTS  | 74 | Team Artnature                                 | Yojiro Terada Franck Fréon Pierre de Thoisy                     | Mazda 13J 2.0L 3-Rotor             | D     | 250   |
| 16    | GT2       | 46 | Kremer Honda Racing                            | Philippe Favre (en) Hideki Okada Kazuo Shimizu                  | Honda NSX                          | D     | 240   |
| 16    | GT2       | 46 | Kremer Honda Racing                            | Philippe Favre (en) Hideki Okada Kazuo Shimizu                  | Honda 3.0L V6                      | D     | 240   |
| 17    | GT2       | 68 | Agusta Racing Team                             | Jean-Louis Sirera Antonio Puig Xavier Camp                      | Venturi 400 GTR                    | D     | 225   |
| 17    | GT2       | 68 | Agusta Racing Team                             | Jean-Louis Sirera Antonio Puig Xavier Camp                      | Renault PRV 3.0L Turbo V6          | D     | 225   |
| 18    | GT2       | 47 | Kremer Honda Racing Team Kunimitsu             | Kunimitsu Takahashi Keiichi Tsuchiya Akira Iida                 | Honda NSX                          | Y     | 222   |
| 18    | GT2       | 47 | Kremer Honda Racing Team Kunimitsu             | Kunimitsu Takahashi Keiichi Tsuchiya Akira Iida                 | Honda 3.0L V6                      | Y     | 222   |
| N. c. | GT1       | 41 | Rent-A-Car Racing Team Luigi Racing            | François Migault Denis Morin Philippe Gache                     | Dodge Viper RT/10                  | M     | 225   |
| N. c. | GT1       | 41 | Rent-A-Car Racing Team Luigi Racing            | François Migault Denis Morin Philippe Gache                     | Dodge 8.0L V10                     | M     | 225   |
| N. c. | GT1       | 30 | BBA Compétition                                | Jean-Luc Maury-Laribière Bernard Chauvin Hervé Poulain          | Venturi 600 LM                     | D     | 221   |
| N. c. | GT1       | 30 | BBA Compétition                                | Jean-Luc Maury-Laribière Bernard Chauvin Hervé Poulain          | Renault PRV 3.0L Turbo V6          | D     | 221   |
| N. c. | GT1       | 37 | A.D.A. Engineering Ltd.                        | Dominic Chappell (en) Jonathan Baker Phil Andrews (en)          | De Tomaso Pantera 200              | G     | 210   |
| N. c. | GT1       | 37 | A.D.A. Engineering Ltd.                        | Dominic Chappell (en) Jonathan Baker Phil Andrews (en)          | Ford 5.0L V8                       | G     | 210   |
| N. c. | LMP1 /C90 | 6  | A.D.A. Engineering Ltd. Team Nippon            | Jun Harada Tomiko Yoshikawa Masahiko Kondo                      | Porsche 962 GTi                    | G     | 189   |
| N. c. | LMP1 /C90 | 6  | A.D.A. Engineering Ltd. Team Nippon            | Jun Harada Tomiko Yoshikawa Masahiko Kondo                      | Porsche Type-935 3.0L Turbo Flat-6 | G     | 189   |
| N. c. | GT2       | 65 | Agusta Racing Team                             | Stéphane Ratel Franz Hunkeler Edouard Chaufour                  | Venturi 400 GTR                    | D     | 137   |
| N. c. | GT2       | 65 | Agusta Racing Team                             | Stéphane Ratel Franz Hunkeler Edouard Chaufour                  | Renault PRV 3.0L Turbo V6          | D     | 137   |
| Abd.  | GT1       | 34 | Michel Hommell                                 | Alain Cudini Éric Hélary Jean-Christophe Boullion               | Bugatti EB110 SS                   | M     | 230   |
| Abd.  | GT1       | 34 | Michel Hommell                                 | Alain Cudini Éric Hélary Jean-Christophe Boullion               | Bugatti 3.5L Turbo V12             | M     | 230   |
| Abd.  | LMP1 /C90 | 2  | Courage Compétition                            | Henri Pescarolo Alain Ferté Franck Lagorce                      | Courage C32LM                      | M     | 142   |
| Abd.  | LMP1 /C90 | 2  | Courage Compétition                            | Henri Pescarolo Alain Ferté Franck Lagorce                      | Porsche Type-935 3.0L Turbo Flat-6 | M     | 142   |
| Abd.  | GT2       | 51 | Callaway Sport Inc.                            | Frank Jelinski Boris Said Michel Maisonneuve                    | Callaway Corvette SuperNatural     | Y     | 142   |
| Abd.  | GT2       | 51 | Callaway Sport Inc.                            | Frank Jelinski Boris Said Michel Maisonneuve                    | Chevrolet 6.2L V8                  | Y     | 142   |
| Abd.  | GT1       | 31 | Agusta Racing Team                             | Riccardo Agusta Michel Krine Almo Coppelli                      | Venturi 600 LM                     | D     | 115   |
| Abd.  | GT1       | 31 | Agusta Racing Team                             | Riccardo Agusta Michel Krine Almo Coppelli                      | Renault PRV 3.0L Turbo V6          | D     | 115   |
| Abd.  | LMP1 /C90 | 3  | Courage Compétition                            | Lionel Robert Pascal Fabre Pierre-Henri Raphanel                | Courage C32LM                      | M     | 107   |
| Abd.  | LMP1 /C90 | 3  | Courage Compétition                            | Lionel Robert Pascal Fabre Pierre-Henri Raphanel                | Porsche Type-935 3.0L Turbo Flat-6 | M     | 107   |
| Abd.  | GT1       | 38 | Jacadi Racing                                  | Michel Ferté Olivier Grouillard Michel Neugarten                | Venturi 600 LM                     | M     | 107   |
| Abd.  | GT1       | 38 | Jacadi Racing                                  | Michel Ferté Olivier Grouillard Michel Neugarten                | Renault PRV 3.0L Turbo V6          | M     | 107   |
| Abd.  | LMP2      | 21 | Welter Racing                                  | Patrick Gonin Pierre Petit                                      | WR LM93                            | M     | 104   |
| Abd.  | LMP2      | 21 | Welter Racing                                  | Patrick Gonin Pierre Petit                                      | Peugeot 2.0L Turbo V6              | M     | 104   |
| Abd.  | GT1       | 33 | Patrick Nève Racing Konrad Motorsport          | Franz Konrad Antonio Herrmann de Azevedo Mike Sommer            | Porsche 911 Turbo 3.6              | P     | 100   |
| Abd.  | GT1       | 33 | Patrick Nève Racing Konrad Motorsport          | Franz Konrad Antonio Herrmann de Azevedo Mike Sommer            | Porsche 3.6L Turbo Flat-6          | P     | 100   |
| Abd.  | LMP1 /C90 | 7  | Stealth Engineering SBF                        | Dominique Lacaud Sylvain Boulay Bernard Robin                   | ALD 06                             | G     | 96    |
| Abd.  | LMP1 /C90 | 7  | Stealth Engineering SBF                        | Dominique Lacaud Sylvain Boulay Bernard Robin                   | BMW M88 3.5L I6                    | G     | 96    |
| Abd.  | GT2       | 49 | Porsche Flymo Mobil Alméras Larbre Compétition | Jacques Laffite Jacques Alméras Jean-Marie Alméras              | Porsche 911 Carrera RSR            | P     | 94    |
| Abd.  | GT2       | 49 | Porsche Flymo Mobil Alméras Larbre Compétition | Jacques Laffite Jacques Alméras Jean-Marie Alméras              | Porsche 3.8L Flat-6                | P     | 94    |
| Abd.  | LMP2      | 22 | Welter Racing                                  | Hervé Regout Jean-François Yvon Jean-Paul Libert (de)           | WR LM93                            | M     | 86    |
| Abd.  | LMP2      | 22 | Welter Racing                                  | Hervé Regout Jean-François Yvon Jean-Paul Libert (de)           | Peugeot 2.0L Turbo V6              | M     | 86    |
| Abd.  | GT2       | 58 | Seikel Motorsport                              | Dr. Thomas Bscher Lindsay Owen-Jones John Nielsen               | Porsche 968 Turbo RS               | Y     | 84    |
| Abd.  | GT2       | 58 | Seikel Motorsport                              | Dr. Thomas Bscher Lindsay Owen-Jones John Nielsen               | Porsche 3.0L Turbo I4              | Y     | 84    |
| Abd.  | LMP2      | 20 | Didier Bonnet                                  | Georges Tessier Pascal Dro Bernard Santal                       | Debora LMP294                      | P     | 79    |
| Abd.  | LMP2      | 20 | Didier Bonnet                                  | Georges Tessier Pascal Dro Bernard Santal                       | Alfa Romeo 3.0L V6                 | P     | 79    |
| Abd.  | LMP1 /C90 | 8  | Roland Bassaler                                | Nicolas Minassian Patrick Bourdais Olivier Couvreur             | Alpa LM                            | G     | 64    |
| Abd.  | LMP1 /C90 | 8  | Roland Bassaler                                | Nicolas Minassian Patrick Bourdais Olivier Couvreur             | Ford Cosworth DFL 3.5L V8          | G     | 64    |
| Abd.  | GT2       | 50 | Larbre Compétition                             | Pierre Yver Jack Leconte Jean-Luc Chéreau                       | Porsche 911 Carrera RSR            | M     | 62    |
| Abd.  | GT2       | 50 | Larbre Compétition                             | Pierre Yver Jack Leconte Jean-Luc Chéreau                       | Porsche 3.8L Flat-6                | M     | 62    |
| Abd.  | GT2       | 62 | Lotus Sport Chamberlain Engineering            | Richard Piper Peter Hardman Olindo Iacobelli                    | Lotus Esprit S300                  | M     | 59    |
| Abd.  | GT2       | 62 | Lotus Sport Chamberlain Engineering            | Richard Piper Peter Hardman Olindo Iacobelli                    | Lotus 2.2 Turbo I4                 | M     | 59    |
| Abd.  | GT2       | 45 | Heico Service GmbH                             | Ulrich Richter Karl-Heinz Wlazik Dirk Ebeling                   | Porsche 911 Carrera RSR            | P     | 57    |
| Abd.  | GT2       | 45 | Heico Service GmbH                             | Ulrich Richter Karl-Heinz Wlazik Dirk Ebeling                   | Porsche 3.8L Flat-6                | P     | 57    |
| Abd.  | GT2       | 55 | Simpson Engineering                            | Robin Smith Stefano Sebastiani Tetsuya Ota (en)                 | Ferrari 348 LM                     | Y     | 57    |
| Abd.  | GT2       | 55 | Simpson Engineering                            | Robin Smith Stefano Sebastiani Tetsuya Ota (en)                 | Ferrari 3.4L V8                    | Y     | 57    |
| Abd.  | GT1       | 29 | Strandell Obermaier Racing                     | Anders Olofsson Sandro Angelastro Max Angelelli                 | Ferrari F40                        | P     | 51    |
| Abd.  | GT1       | 29 | Strandell Obermaier Racing                     | Anders Olofsson Sandro Angelastro Max Angelelli                 | Ferrari 3.0L Turbo V8              | P     | 51    |
| Abd.  | LMP2      | 63 | Chamberlain Engineering                        | Rob Wilson David Brodie William Hewland                         | Harrier LR9C                       | D     | 45    |
| Abd.  | LMP2      | 63 | Chamberlain Engineering                        | Rob Wilson David Brodie William Hewland                         | Ford Cosworth YBT 2.0L Turbo I4    | D     | 45    |
| Abd.  | GT2       | 56 | Elf Haberthur Racing                           | Olivier Haberthur Patrice Goueslard Patrick Vuillaume           | Porsche 911 Turbo 3.6              | G     | 42    |
| Abd.  | GT2       | 56 | Elf Haberthur Racing                           | Olivier Haberthur Patrice Goueslard Patrick Vuillaume           | Porsche 3.6L Turbo Flat-6          | G     | 42    |
| Abd.  | GT2       | 66 | Bristow Racing Erik Henriksen                  | Ray Bellm Harry Nuttall (en) Charles Rickett (en)               | Porsche 911 Carrera RSR            | G     | 34    |
| Abd.  | GT2       | 66 | Bristow Racing Erik Henriksen                  | Ray Bellm Harry Nuttall (en) Charles Rickett (en)               | Porsche 3.8L Flat-6                | G     | 34    |
| Abd.  | GT2       | 61 | Lotus Sport Chamberlain Engineering            | Thorkild Thyrring Klaas Zwart Andreas Fuchs (de)                | Lotus Esprit S300                  | M     | 28    |
| Abd.  | GT2       | 61 | Lotus Sport Chamberlain Engineering            | Thorkild Thyrring Klaas Zwart Andreas Fuchs (de)                | Lotus 2.2L Turbo I4                | M     | 28    |
| Abd.  | IMSA GTS  | 76 | Clayton Cunningham Racing                      | Eric van de Poele Paul Gentilozzi Shunji Kasuya                 | Nissan 300ZX Turbo                 | Y     | 25    |
| Abd.  | IMSA GTS  | 76 | Clayton Cunningham Racing                      | Eric van de Poele Paul Gentilozzi Shunji Kasuya                 | Nissan VRH35 3.0L Turbo V6         | Y     | 25    |
| Abd.  | GT2       | 64 | Ferrari Club Italia                            | Oscar Larrauri Fabio Mancini Joël Gouhier                       | Ferrari 348 GTC-LM                 | P     | 23    |
| Abd.  | GT2       | 64 | Ferrari Club Italia                            | Oscar Larrauri Fabio Mancini Joël Gouhier                       | Ferrari 3.4L V8                    | P     | 23    |

Détail :
- La Porsche 962 no 6, la Venturi 600 LM no 30, la De Tomaso Pantera no 37, la Dodge Viper no 41 et la Venturi 400 GTR no 65 n'ont pas été classées pour distance parcourue insuffisante (moins de 70 % de la distance parcourue par le 1er).

## Pole position et record du tour
- Pole position : Alain Ferté sur la Courage C32 LM n° 2 Courage Compétition en 3 min 51 s 05.
- Meilleur tour en course : Thierry Boutsen sur la Dauer-Porsche 962 LM  n° 35 en 3 min 52 s 54 au 243e tour.

## Tours en tête
- no 2 Courage C32 LM - Courage Compétition : 11 (1-11)
- no 36 Porsche 962 LM - Dauer-Porsche : 22 (12-13 / 325-344)
- no 35 Porsche 962 LM - Dauer-Porsche : 24 (14-31 / 35-40)
- no 1 Toyota 94 CV - Sard Co Ltd : 187 (32-34 / 41-70 / 80-82 / 91-93 / 103-104 / 108-109 / 111-116 / 187-324)
- no 4 Toyota 94 CV - Nisso Trust Racing Team : 100 (71-79 / 83-90 / 94-102 / 105-107 / 110 / 117-186)

## À noter
- Longueur du circuit : 13,600 km
- Distance parcourue : 4 685,701 km
- Vitesse moyenne : 195,238 km/h
- Écart avec le 2e : 18,140 km
- 140 000 spectateurs